# 海帶
海帶（學名：2006年前，2006年後）是褐藻綱海帶屬的一种可食用的藻類，真核多細胞生物。
海帶可以指：
- 所有生物分類上海帶目（Laminariales）的物種。
- 狹義來說，海帶可限指是所有為海帶屬（Laminaria）的物種。
- 更狹義來說可以專指Laminaria japonica該物種。

昆布是海帶的日文汉字名称。
海帶原产东北亚地区，包括俄罗斯太平洋沿岸、日本和朝鮮北部沿海。後在中国辽东半岛、山東等地沿岸的海洋裏栽培生長；今天中國是世界上最大的海帶生產國。 海帶孢子分為固著器、柄和帶片三部分。在自然環境中生長期為兩年，在栽種環境下養殖期是2年。

## 食用

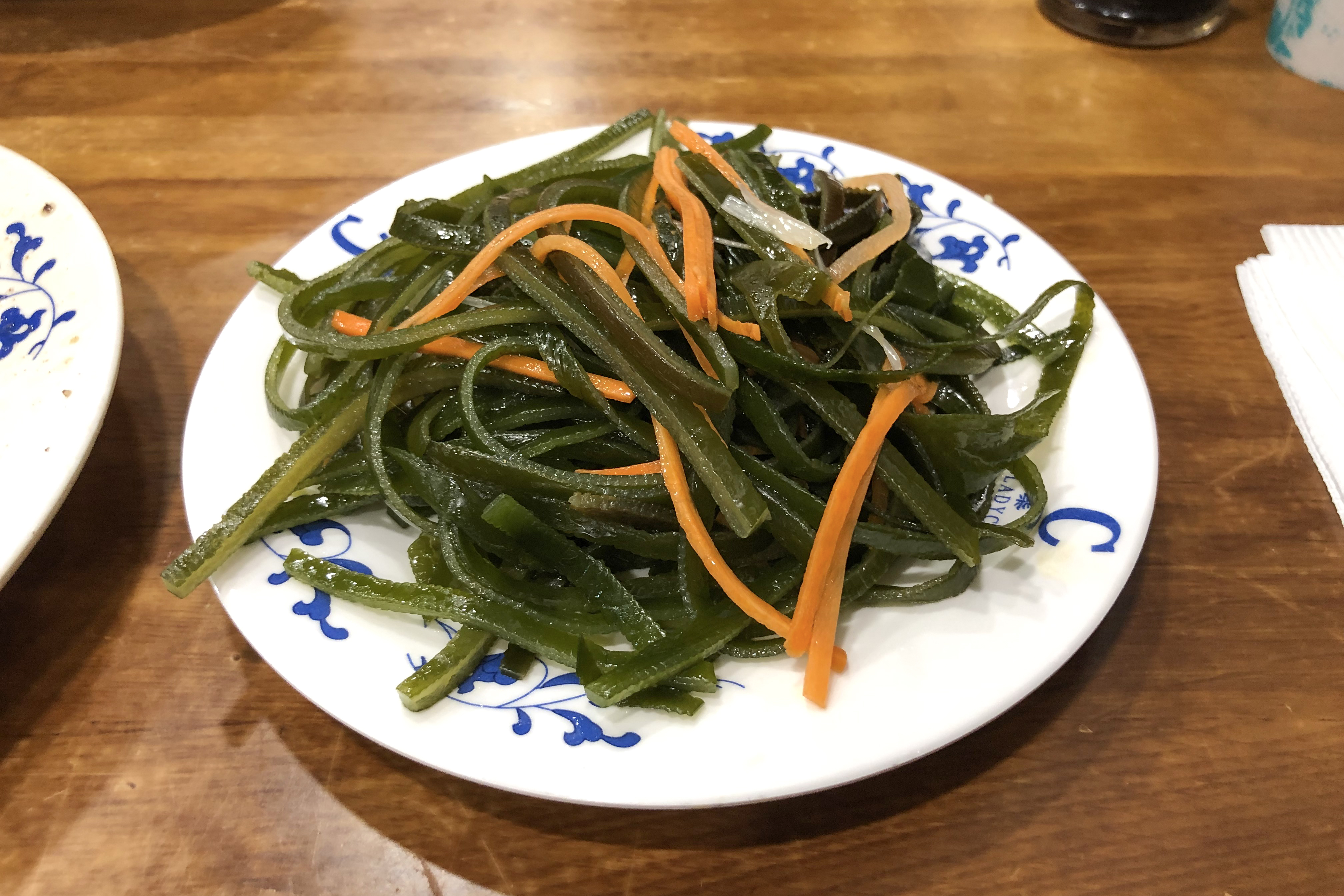
凉拌海带丝

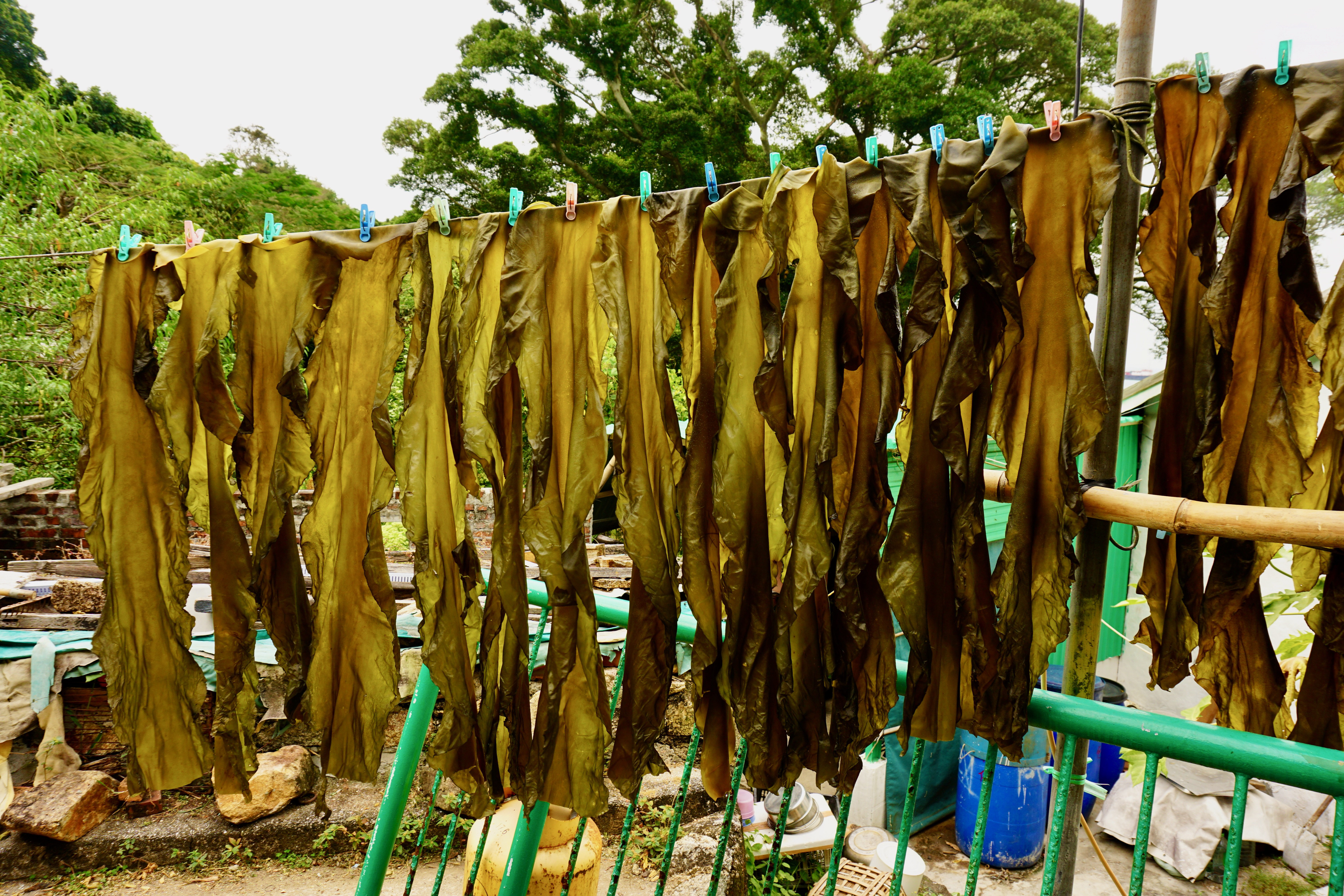
香港蒲台島漁民晾曬海帶

海帶含豐富營養，曬乾后可作為食物，常用於中國菜、日本料理和朝鲜料理中，如在日本料理中高汤，多指煮过昆布的水。
海帶味苦鹹、无毒，含海帶素、岩藻多糖等成分。

## 營養

### 食品安全的顾虑
海帶具有很高的營養價值，因此成為消費者經常食用的食品。明礬加工過的海帶中的鋁對於人體可以排泄，早期研究人員懷疑鋁是導致阿茲海默症的元兇，但經過幾十年的研究，沒有任何證據可以證明鋁會導致阿茲海默症。但若每天攝取超過一克的鋁，就會在體內器官累積造成中毒。

### 注意事项
海带含碘量很高（每1000克干海带含碘240mg，而成人每日碘摄取量上限为1mg），碘过量会有以下症状：甲状腺炎、甲状腺肿、甲状腺机能亢进、乳头状甲状腺癌等。碘摄取过量时，甲状腺机能反而受损，初期反应是血中促甲状腺激素（TSH）高于正常值；摄取量高达750 μg/d时，TSH浓度明显上升。
中國大陸全国性碘营养监测和碘盐质量检测结果显示，多数省级行政区的平均尿碘值已经高于世界卫生组织推荐的适宜水準，因此不缺碘地区特别是沿海的高碘地区要尽量少食海带，这样可以预防碘过量疾病的发生。

## 海帶與昆布、裙帶菜之間的關係
中文中“海帶”、“昆布”、“裙帶菜”經常被混用，這些用詞無法準確對應到單一物種，因此其為俗名，歷史文獻紀載中也常見同名但實為不同物種的狀況。
由於用詞混用，有將昆布視為海帶其中一種的說法；也有將昆布視作是乾燥後的海帶。語言混用一方面是源於來自各方、各時代生活經驗不同所造成的混淆。廣泛而言，海帶可以指所有生物分類上為“海帶目（Laminariales）”的物種。狹義來說，海帶可限指是所有為“海帶屬（Laminaria）”的物種。而現代日本飲食文化所使用的食材物種“昆布”，皆是屬於海帶目，但其中有海帶屬與非海帶屬的物種。最常見的“真昆布”在2006年前屬於“Laminaria屬”，而2006年後改为分類至糖海帶屬（Saccharina）。
海帶、裙帶菜和昆布同屬於褐藻綱。海帶在生物學上的分類是Laminariales海帶目－Laminariaceae海帶科－Laminaria海帶屬。昆布中的“真昆布”屬於Laminariales海帶目－Laminariaceae海帶科－Saccharina昆布屬。裙帶菜則是Laminariales海帶目－Alariaceae翅藻科－Undaria裙帶菜屬。請注意：生物分類的“學名”唯有拉丁文，其餘語言翻譯仍皆是“俗名”，因此並沒有所謂“中文學名”存在。目前“Saccharina”仍有被譯為“海帶屬”的狀況，容易造成混淆。
海帶目（Laminariales）的種類多數是冷水性種類，大部分生長在潮間帶下的岩石上，很多種類皆是重要的經濟海藻。海帶成熟藻體卷曲，表面會有如冰霜之白點，水溫需低於15℃以下始可活存，臺灣沿海不適合培育，中國和日本為培育海帶的重要產區。其中常指的“昆布”為“真昆布(Saccharina japonica)”藻體成體呈黃橄欖綠，成熟藻體卷曲皺縮不規則團狀，一般可以長成2－6 m，寬約20－50 cm。主要產於本州東北和北海道之間的津輕海峡到北海道噴火灣之間海域。昆布為日本飲食文化中相當重要的一部分。日本產有多種品種。羅臼昆布（Laminaria diabolica）產於北海道東北部的羅臼地方海域。利尻昆布（Laminaria ochotensis）產於北海道北部利尻島週邊海域。日高昆布（Laminaria angustata）產於北海道南方太平洋岸的日高地區。樺太昆布產於庫頁島。
裙帶菜（Undaria pinnatifida）又名昆布、海带菜、海帶芽、江白菜，為一年生溫水性大型海藻，長度1－2 m，寬度20－40 cm，生長在深約3－10 m的清澈海域。夏季至冬季為生長期，春季採收。整株藻體的葉狀體成羽狀互生，為可供食用的主要部位。臺灣主要分布區域為東北角，日本、韓國、中國皆有分布。養殖方式則可分成海底養殖和筏式養殖，現多採用筏式養殖。

## 延伸阅读
[在维基数据编辑]
 《欽定古今圖書集成·博物彙編·草木典·昆布部》，出自陈梦雷《古今圖書集成》
 《欽定古今圖書集成·博物彙編·草木典·海帶部》，出自陈梦雷《古今圖書集成》
 《植物名實圖考·海帶》，出自吳其濬《植物名實圖考》